# Richia reclivis
Richia reclivis är en fjärilsart som beskrevs av Dyar 1907. Richia reclivis ingår i släktet Richia och familjen nattflyn. Inga underarter finns listade.